# Wartmann

Ursprüngliches Familienwappen, erstellt im Jahr 1577.

Wartmann ist der Name eines alten Bürgergeschlechts aus der Ostschweiz. Er wird erstmals am 24. Juni 851 in Schenkungsurkunden an die Fürstabtei St. Gallen erwähnt. Nicht urkundlich erwähnt wird der Name bereits am 2. April 797. An dem Tage ließen die Priester Fromolt und Cacanward ihren ererbten Besitz zu Eichstetten und Ausnang (heute Leutkirch im Allgäu) an die St. Galler Fürstabtei übertragen. Neben Äckern, Wiesen, Weiden, Häusern und Hütten auch die darauf wohnenden Leibeigenen, darunter der Wartman von Cacanward, der wahrscheinlich dessen Leibwächter war.

## Name
Der Name Wartmann weist auf ein Amt oder einen Ort hin. Bis ins Spätmittelalter waren die Träger des Namens Wächter, die in einer Stadt oder auf einer Burg, einer Warte, Wachtdienst taten. Der von einem Wohnsitz auf einer Warte oder in der Umgebung eines Ortes Wart stammende und danach benannte Mann war der Wartmann. Der Ortsname Wart kommt besonders in der Ostschweiz, dem ursprünglichen Sitz des Geschlechts, vor.
Heute zählen noch jene Personen zum ursprünglichen Geschlecht der Wartmann, deren Bürgerort in der Ostschweiz oder dem Zürcher Oberland liegt; speziell in Bauma, Bischofszell oder Hittnau. Der Name ist aber seit Mitte der Neuzeit weltweit so verbreitet, dass mit dem Ursprungsgeschlecht nicht verwandte Namensträger eigene Lebensgemeinschaften gründen und eigene Wappen führen konnten.

## Wappen
Im Wappen der ursprünglichen Wartmann stehen in einem roten Schild zwei sich kreuzende silberne Hellebarden mit goldenem Schaft auf einem aus dem unteren Schildrand wachsenden grünen Hügel (sog. Dreiberg). Der nach rechts blickende Helm ist von roten und weißen Decken umgeben.

## Namensträger

### Personen
- Friedrich Bernhard Wartmann (1830–1902), Schweizer Botaniker und Pflanzensammler
- Georg Wartmann (1645–1727), Bürgermeister von St. Gallen
- Hermann Wartmann (1835–1929), Schweizer Historiker
- Jörg Wartmann (* 1972), deutscher Gitarrist, Arrangeur und Komponist
- Otto Wartmann-Kägi (1841–1882), Schweizer Kaufmann im Orient
- Rudolf Wartmann-Füchslin (1873–1930), Schweizer Ingenieur, Bauunternehmer und Gründer des Unternehmens Wartmann & Vallette
- Thomas Wartmann (* 1953), deutscher Regisseur, Produzent und Drehbuchautor
- Ursula Maria Wartmann (* 1953), deutsche Journalistin und Schriftstellerin
- Wilhelm Wartmann (1882–1970), Schweizer Kunsthistoriker und Museumsdirektor